# Золотиловское сельское поселение
Золотиловское сельское поселение — бывшее муниципальное образование в Вичугском районе Ивановской области. 12 июля 2010 года вместе с Гаврилковским и Гольчихинским поселениями вошло в состав Октябрьского сельского поселения.
Состояло из села Золотилово, деревень: Березово, Вандышево, Дюдяково, Корнево, Ломы Большие, Мартыниха, Починок, Олтухово, Погорелка, Раменье, Селиванцево, Шехолдино.
Административный центр — с. Золотилово. Расстояние до районного центра — города Вичуга — 24 км.
Образовано в соответствие с законом Ивановской области от 11 января 2005 года № 4-ОЗ «О городских и сельских поселениях в муниципальных районах».

## Описание границ
(в ред. Закона Ивановской области от 12.10.2005 N 124-ОЗ)
Граница Золотиловского сельского поселения на западе со смежества 75 кв. Плесского лесничества и 86 кв. Гослесфонда идет на север по границе Вичугского и Приволжского муниципальных районов и доходит до смежества 9 кв. Гослесфонда и СПК «Золотилово». На севере проходит по реке Чернцы до смежества 31 и 12 кв. Гослесфонда, поворачивает на юг и проходит по смежной границе МУСП «Семигорье» и 15 кв., по реке Турабьевка до смежества 23 и 22, 24, 25 кв. Гослесфонда, до населенного пункта — деревни Селиванцево, огибает его с востока. Далее граница совпадает с границей Новописцовского городского поселения и возвращается в начало отсчета.